# Fogl Katalin
Fogl Katalin (Budapest, 1983. november 7. –) válogatott magyar labdarúgó, csatár.

## Pályafutása

### Klubcsapatban
2005-ig a László Kórház SC labdarúgója volt. Itt mutatkozott be az élvonalban. 2005 és 2008 között az 1. FC Femina csapatában játszott. 2008 és 2011 között az Újpesti TE együttesében szerepelt. 2010. januárjától a Taksony SE csapatában szerepelt kölcsönjátékosként másfél idényen át. Tagja volt a 2010–11-es idényben bronzérmet szerzett csapatnak. 2011 nyarán az újonnan alakult Astra Hungary FC játékosa lett.

### A válogatottban
2004 és 2013 között 25 alkalommal szerepelt válogatott és négy gólt szerzett.

## Sikerei, díjai
- Magyar bajnokság
  - bajnok: 1999–00, 2005–06, 2006–07
  - 2.: 2002–03, 2012–13, 2013–14
  - 3.: 2003–04, 2010–11, 2011–12, 2014–15
- Magyar kupa
  - győztes: 2003, 2004, 2012
  - döntős: 2005, 2013

## Statisztika

### Mérkőzései a válogatottban
| Magyarország | Magyarország         | Magyarország                     | Magyarország  | Magyarország | Magyarország  | Magyarország | Magyarország | Magyarország |
| #            | Dátum                | Helyszín                         | Hazai         | Eredmény     | Vendég        | Kiírás       | Gólok        | Esemény      |
| ------------ | -------------------- | -------------------------------- | ------------- | ------------ | ------------- | ------------ | ------------ | ------------ |
| 1.           | 2004. április 4.     | Szombathely, Király-sportcentrum | Magyarország  | 4 – 1        | Szlovénia     | barátságos   | -            | 72'          |
| 2.           | 2005. március 19.    | Tapolca                          | Magyarország  | 0 – 4        | Lengyelország | barátságos   | -            |              |
| 3.           | 2005. április 12.    | Kisudvarnok                      | Szlovákia     | 2 – 1        | Magyarország  | barátságos   | -            |              |
| 4.           | 2005. május 24.      | Zalaegerszeg                     | Magyarország  | 2 – 0        | Szlovénia     | barátságos   | -            | 86'          |
| 5.           | 2005. szeptember 24. | Bük                              | Magyarország  | 0 – 3        | Ausztria      | vb-selejtező | -            | 80'          |
| 6.           | 2005. november 9.    | Blois                            | Franciaország | 2 – 0        | Magyarország  | vb-selejtező | -            | 80'          |
| 7.           | 2006. március 7.     | Szenc                            | Szlovákia     | 3 – 2        | Magyarország  | barátságos   | -            | 86′          |
| 8.           | 2008. április 23.    | Miskolc, DVTK-stadion            | Magyarország  | 0 – 2        | Írország      | Eb-selejtező | -            | 75'          |
| 9.           | 2008. május 28.      | Arad, Városi Stadion             | Románia       | 3 – 1        | Magyarország  | Eb-selejtező | -            | 58'          |
| 10.          | 2008. október 2.     | Montereale Valcellina            | Olaszország   | 3 – 0        | Magyarország  | Eb-selejtező | -            | 46' 75'      |
| 11.          | 2009. június 3.      | Ptuj                             | Szlovénia     | 2 – 5        | Magyarország  | barátságos   | 1            | 65'          |
| 12.          | 2009. szeptember 5.  | Sopron                           | Magyarország  | 3 – 5        | Ausztria      | barátságos   | -            | 75'          |
| 13.          | 2010. február 23.    | Hódmezővásárhely                 | Magyarország  | 1 – 0        | Szerbia       | barátságos   | -            | 75'          |
| 14.          | 2010. március 9.     | Telki                            | Magyarország  | 1 – 1        | Szlovákia     | barátságos   | -            | 61'          |
| 15.          | 2010. március 11.    | Szenc                            | Szlovákia     | 1 – 1        | Magyarország  | barátságos   | -            | 70'          |
| 16.          | 2010. május 5.       | Zalaegerszeg                     | Magyarország  | 3 – 1        | Szlovénia     | barátságos   | 2            | 46'          |
| 17.          | 2010. november 26.   | Győr, ETO Park                   | Magyarország  | 3 – 4        | Csehország    | barátságos   | -            | 81'          |
| 18.          | 2011. április 13.    | Szenc                            | Szlovákia     | 2 – 4        | Magyarország  | barátságos   | -            | 65'          |
| 19.          | 2011. május 17.      | Zalaegerszeg, Andráshidai pálya  | Magyarország  | 1 – 0        | Horvátország  | barátságos   | -            | 79'          |
| 20.          | 2011. június 7.      | Telki                            | Magyarország  | 0 – 1        | Kanada        | barátságos   | -            | 76'          |
| 21.          | 2011. augusztus 23.  | Arad                             | Románia       | 4 – 2        | Magyarország  | barátságos   | -            | 86'          |
| 22.          | 2011. augusztus 25.  | Pécska                           | Románia       | 2 – 0        | Magyarország  | barátságos   | -            | 80'          |
| 23.          | 2012. március 7.     | Quarteira (POR)                  | Magyarország  | 1 – 2        | Írország      | Algarve-kupa | -            | 83'          |
| 24.          | 2013. április 17.    | Belatinc                         | Szlovénia     | 1 – 4        | Magyarország  | barátságos   | 1            | 76' 77'      |
| 25.          | 2013. május 31.      | Gyirmót                          | Magyarország  | 4 – 0        | Wales         | barátságos   | -            | 68'          |
|              | Összesen             |                                  |               | 25           | mérkőzés      |              | 4            | gól          |